# Giuseppe Bustelli
Giuseppe Bustelli (Civitavecchia, 9 aprile 1832 – Viterbo, 31 dicembre 1909) è stato un poeta e traduttore italiano.

## Biografia
Giuseppe Bustelli è nato a Civitavecchia il 9 aprile 1832, da Nicola e da Laura Arcangeli ed è morto a Viterbo il 31 dicembre 1909. Professore di Letteratura italiana, filologo, grecista e latinista, Bustelli credeva nell'approccio diretto ai classici italiani, come mezzo per apprendere l'uso della lingua, che doveva essere esente da parole straniere, lontana sia dagli arcaismi sia dai neologismi, e che doveva conformarsi al linguaggio ancor vivo degli antichi, eludendo i moderni barbarismi. Era necessario anche evitare la pedanteria e l'eccesso di retorica. Nel 1854 Giuseppe Bustelli si laureò in Legge all'Università La Sapienza. Entrò in contatto con il gruppo dei poeti della scuola romana che frequentavano le riunioni settimanali dell'Accademia Tiberina e la sera si ritrovavano ai tavolini del caffè Nuovo, a piazza San Lorenzo in Lucina (Palazzo Ruspoli). Tra questi, Bustelli si faceva notare per la coerenza totale con l'insegnamento avuto dal professore di Eloquenza Luigi Maria Rezzi, il cui insegnamento i poeti della Scuola romana consideravano il modello da seguire, al fine di conformare la lingua italiana con la purezza e lo spirito degli autori del Trecento. Domenico Gnoli ricorda che Bustelli veniva raramente alle informali riunioni serali dei poeti romani, che era appassionato di Vittorio Alfieri e che «invocava il re liberatore».

### Il poeta
Nel 1855 Bustelli esordì come poeta con Alcuni versi, una raccolta che era il primo nucleo dei successivi Canti nazionali, del 1859, poi nuovamente accresciuti nella edizione bolognese del 1864. Si rivelò così un classicista convinto, con forte componente patriottica. Nel 1858 uscì la sua traduzione in italiano del libro 1° degli Annali di Tacito, traduzione lodata da Nicolò Tommaseo. Per interessamento di Carducci, pubblicò nel 1863 Vita e frammenti di Saffo da Mitilene. Fece poi apparire, su rivista, sue traduzioni da Petronio, da Catullo e da Virgilio.

### Il professore al Ginnasio e al Liceo
Iniziata nel 1861, al ginnasio di Ascoli-Piceno, la carriera di docente di Lettere, dal 1862 al 1867 Bustelli insegnò a Bologna, al Regio Istituto Tecnico, Letteratura italiana e Storia. Di questo periodo è il saggio dedicato a Vittoria Colonna. Entrò in polemica con Carducci e con il filologo Pietro Fanfani, a proposito della pubblicazione della Storia d’una crudele matrigna: non si sapeva se fosse un falso, oppure un racconto autentico del Trecento, oppure una traduzione in latino di un antico testo persiano. Nel 1867 Bustelli passò a Catania, al Liceo Spedalieri. Nel discorso intorno alla canzone di Francesco Petrarca All'Italia, Bustelli si rivelò attento, sia allo studio filologico, sia alla vena patriottica di Petrarca. Nel 1870, divenuto professore ordinario nei Licei, Giuseppe Bustelli da Catania fu trasferito a Milano e quindi al Liceo Bencioni di Bari.
Nella Professione di Metodo per il magistero delle Lettere Italiane nel R. Liceo Spedalieri, pubblicata in appendice al suo Elogio di Tommaso Campanella, 1867, Bustelli si riferisce alle nuove disposizioni del ministro Michele Coppino, asserendo di approvarle, perché promuovono lo studio delle lettere italiane fondato sull'analisi del testo: «Le novelle Istruzioni e i novelli Programmi per l'insegnamento ginnasiale e liceale, - egli scrive - che il signor Ministro dell'Istruzione Pubblica sostitutiva nello scorso ottobre ai Programmi vecchi, introdussero in esso insegnamento non poche e non lievi novità. Il signor Ministro, provvedendo anzi al profitto reale della gioventù che alla vana pompa della cattedra, volle abolite le larghe ed alte e teoriche dissertazioni di estetica, di critica e di storia letteraria, e a quelle surrogò lo studio pratico della estetica, della critica e della lingua nazionale, per la via più spedita e più sicura e alla meta più conducevole degli esempii... Per cotal guisa alla estetica e alla critica campate in aria, e indefinite e confuse così nei propositi come nelle sembianze e negli effetti, e disparate il più da ogni esempio, e dai grandi archetipi classici bene spesso discordanti, succedettero l'estetica e la critica di forme ben distinte e scolpite e incarnate con favella patria; una critica ed una estetica tratte vive e palpitanti dalle viscere de' più esemplari dettatori, e perpetuamente affratellate con l'esercizio dello scrivere.»
Giuseppe Bustelli ha usato Diodato Elvetico come pseudonimo. Il Giuseppe Bustelli, storico e preside del Liceo Monti di Cesena è un omonimo.

## Opere
- Alcuni versi di Giuseppe Bustelli da Civitavecchia, Alessandria, Capriolo, 1855.
- Paolo Emilio Castagnola, Concento, a cura di Giuseppe Bustelli, Firenze, le Monnier, 1855.
- Canti nazionali, Firenze, Le Monnier, 1859.
- Letteratura e civiltà: prolusione recitata dal professore Giuseppe Bustelli nel solenne aprimento del ginnasio di Ascoli il 14 marzo 1861, Ascoli, L. Cardi, 1861.
- Per la festa dello statuto, 1 giugno 1862: inno popolare, Ascoli, Valenti, 1862.
- Rime, a cura di Cesare Guasti, Bologna, Romagnoli, 1863.
- Vita e Frammenti di Saffo da Mitilene: Discorso e versione (prima intera), Bologna,, Romagnoli, 1863.
- Canti nazionali, satire e altri versi, Bologna, Tip. S. Tommaso d'Aquino, 1864.
- La vita e la fama di Vittoria Colonna, Bologna, Garagnani, 1867.
- Una cara inferma (Diodato Elvetico), Catania, Pastore, 1868.
- Sulla canzone del Petrarca all'Italia: considerazioni, Catania, Caronda, 1869.
- Della vita e degli scritti di Giovanni Berchet: ragionamento, Firenze, Cellini, 1871.
- Torquato Tasso cavaliere e cantore di cavalleria, Firenze, Bencioni, 1872.
- Al primo e al secondo re ed alla prima regina d'Italia: omaggio poetico, Milano, Battezzati, 1879.
- L'enigma di Ligny e di Waterloo, Viterbo, G. Vignuzzi, 1889-1900, 6 Voll. ; ; ; .

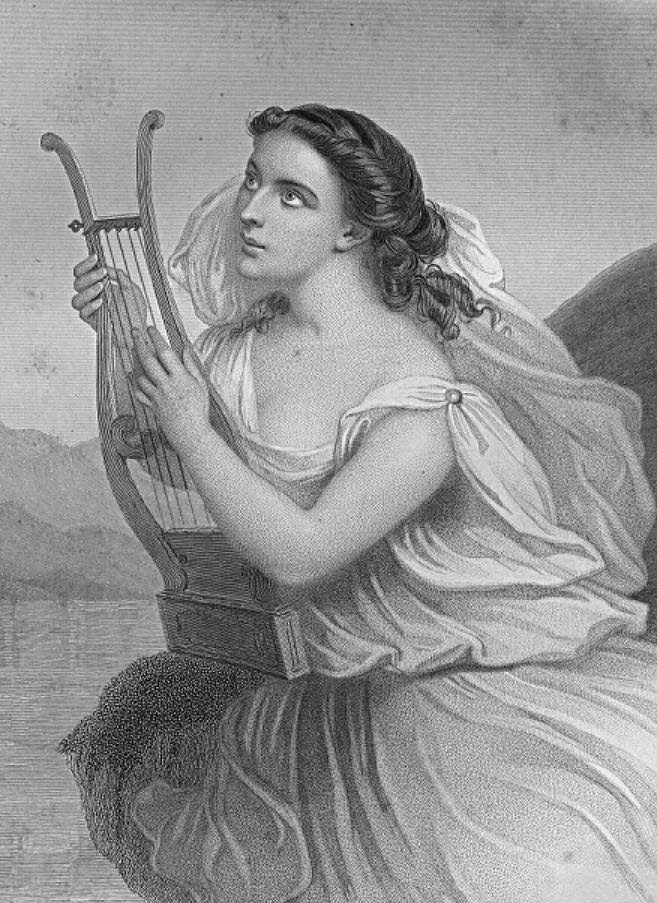
Sappho-drawing

- Vita e frammenti di Saffo da Mitilene: discorso e versione, Bologna, Commissione per i testi di lingua, 1968.

(Saffo, fr. 34 Voigt, tradotto da Giuseppe Bustelli)